# Canal de la Infanta
El Canal de la Infanta, el nom complet del qual es Canal de la Serenísima Infanta Doña Luisa Carlota de Borbón, és una canalització alimentada pel riu Llobregat, construïda entre els anys 1817 i 1820 i que encara funciona en el tram comprés entre Molins de Rei i Cornellà, abastint d'aigua de rec les terres de Cal Trabal a l'Hospitalet.

## Història
La construcció del canal s'ha d'emmarcar en el regnat de Ferran VII i en el convuls panorama polític de l'època, que portaren a l'aprovació el 19 de maig de 1816 d'un Reial Decret en el qual s'anul·lava l'exclusivitat de la corona en la construcció de canals, fet en què es recolzarien els promotors de l'obra. Amb tot, aquest decretfou derogat el 1824. Els promotors trobaren el suport del capità general de Catalunya Francisco Javier Castaños, però l'obra es va portar a terme sense la intervenció de capital públic. La Reial Ordre del 2 de setembre de 1817 en va autoritzar la construcció, amb el nom Canal de Castaños. Posteriorment, per la Reial Cèdula del 22 de desembre de 1824 canvià la denominació per la d'Infanta Doña Luisa Carlota de Borbón.
Les obres es varen iniciar l'11 de setembre de 1817, dirigides per l'arquitecte Tomàs Soler i Ferrer amb la participació de Pere Serra i Bosch. La manca d'experiència en la gestió del sistema de construcció, i el finançament totalment privat, feu que la desconfiança marqués el desenvolupament de l'obra. L'aparició de diferents dificultats tècniques va fer que el cost de l'obra superés amb escreix el pressupost inicial de 3 milions de rals arribant a un cost total de 4.350.000 rals, augmentant d'aquesta manera les quantitats que havien de satisfer els propietaris, els quals pagaven l'obra en funció de la superfície irrigada. El canal comptava amb 13 salts d'aigua que generaven 262 CV (l'any 1884) i que varen ajudar a la implantació de la indústria a la zona a finals del segle xix.
Per a vèncer els recels, i tot i no estar acabada l'obra, es demanà a la infanta Luisa Carlota de Borbón que inaugurés el canal el 21 de maig de 1819 aprofitant que era de visita a Barcelona. Amb tot, el fet que tots els propietaris haguessin de satisfer el cost de les obres independentment que ja fossin beneficiats o no d'aquesta feu que un grup de propietaris presentés un recurs, el març de 1820, al General Castaños. El recurs es retirà quan finalitzaren les obres el mateix 1820.
Així mateix, un cop finalitzades les obres sorgí un conflicte inesperat: donat que la presa d'aigües del canal es feia a la séquia de desguàs dels molins i les fàbriques del Papiol i Molins de Rei, els propietaris d'aquests imposaren un plet contra la Junta de Govern del canal reclamant indemnitzacions per emprar aigües de la seva propietat. Dit plet es resolgué l'any 1847 en el qual es va cedir, com a compensació, l'explotació d'alguns salts d'aigua.

### Agricultura
La transformació de cultius de secà a regadiu comportà nombrosos avantatges (intensificació, diversificació de la producció, entre altres), una demostració d'aquest fet fou la ràpida consolidació del regadiu a la comarca. Així mateix, la millora de les comunicacions (construcció l'any 1855 del ferrocarril entre Molins de Rei i Barcelona) i la gran crisi de la vinya (a causa de les epidèmies de fil·loxera) incrementarien encara més la rendibilitat de les produccions.
El reeixit exemple del marge esquerre del Llobregat fou imitat l'any 1855 amb la construcció del canal del marge dret, que possibilitaria la transformació al regadiu als municipis de Sant Vicenç dels Horts, Santa Coloma de Cervelló, Sant Boi de Llobregat i el Prat de Llobregat. Aquest fet, junt amb les millores en les comunicacions convertirien la vall baixa del Llobregat en un espai de producció agrícola a escala europea durant el primer terç del segle xx. El 1902 se n'exportarren 1.500 tones de fruita i el 1936 es carregaren només del Prat de Llobregat 40 vagons diaris d'escarxofes i 100 d'enciams.
El 1933, la superfície de regadiu del canal arriba al seu màxim històric: 2.710 hectàrees. L'any 2007 la superfície de rec s'havia reduït a unes 375 hectàrees, i la Comunitat de Regants era de 280.

### Indústria
A inicis del segle xix, l'activitat industrial es concentrava al nord de la comarca (a Olesa de Montserrat i Esparreguera, teixits de llana; a Martorell seda, coure, llana i aiguardent, etc.), impulsada per la força hidràulica del riu Llobregat. La construcció del Canal de la Infanta i l'aprofitament dels seus 13 salts d'aigua permetren la difusió de la indústria. Les primeres  que s'instal·laren al voltant del canal estaven directament relacionades amb l'agricultura (molins fariners, serrador, etc.) El 1830, s'instal·là a Molins de Rei de la fàbrica de teixits Galtés amb 13 telers manuals, comptant l'any 1850 amb 37 telers i 56 obrers. La primera gran indústria mecanitzada a instal·lar-se fou la que fundà Josep Ferrer i Mora l'any 1850, que arribaria a comptar amb 3.272 obrers i 100 telers mecànics moguts per l'energia hidràulica proporcionada pel Rec Vell. El seu exemple fou seguit per altres indústries dedicades a la mateixa activitat: Can Coll, Can Iborra, Can Malvehí, Can Samaranch, etc.
Als anys 1960 i 1970, el desenvolupament accelerat de l'economia catalana trencaria l'equilibri entre indústria i agricultura, que fins aleshores havien estat complementàries. La necessitat de mà d'obra comportà l'arribada de nous contingents migratoris que s'integraren en el teixit productiu industrial, alimentant i iniciant novament el cicle.

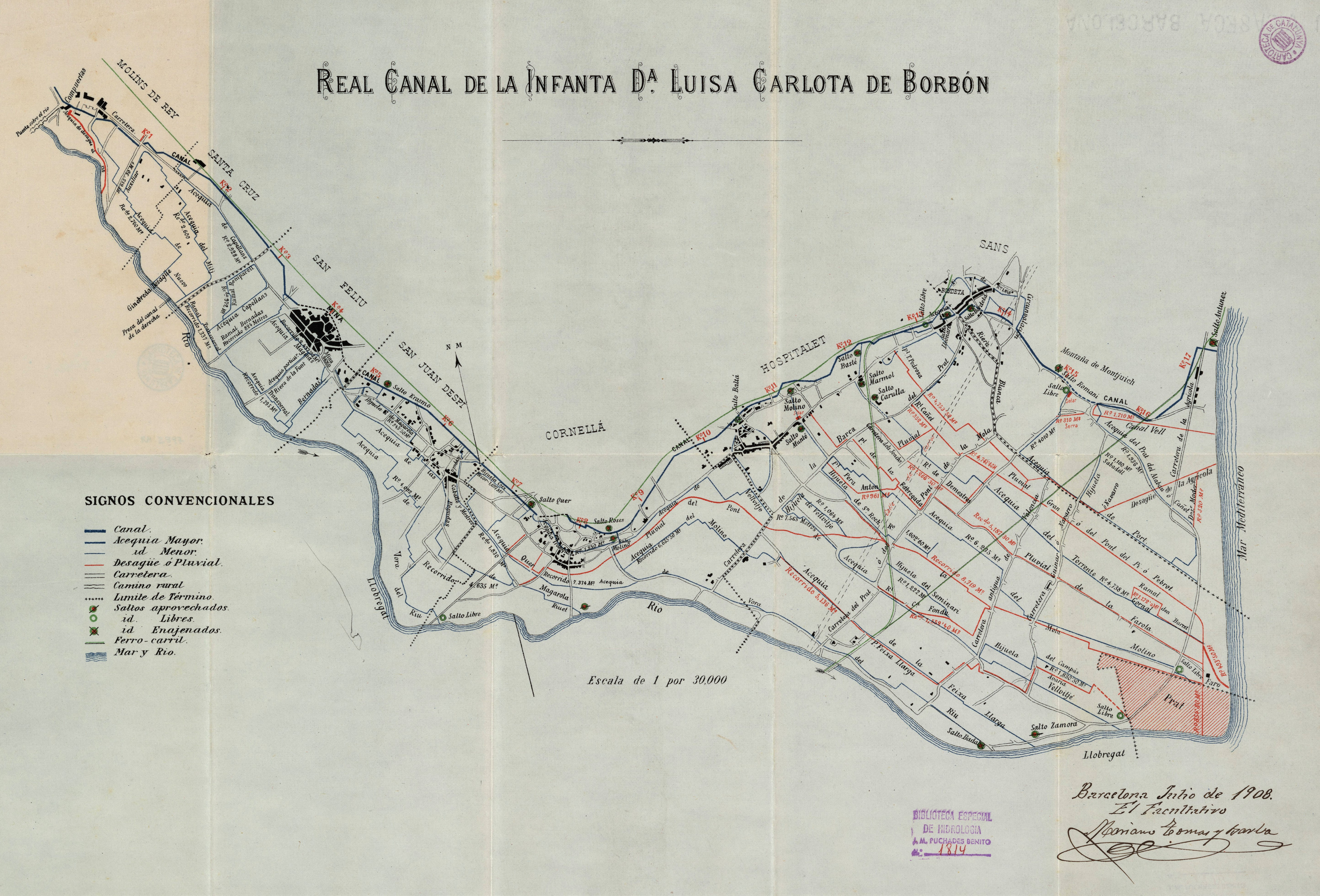
Mapa de 1908 del canal amb les séquies des de Molins de Rei fins a la Marina de Sants i el Prat de Llobregat (ICGC)

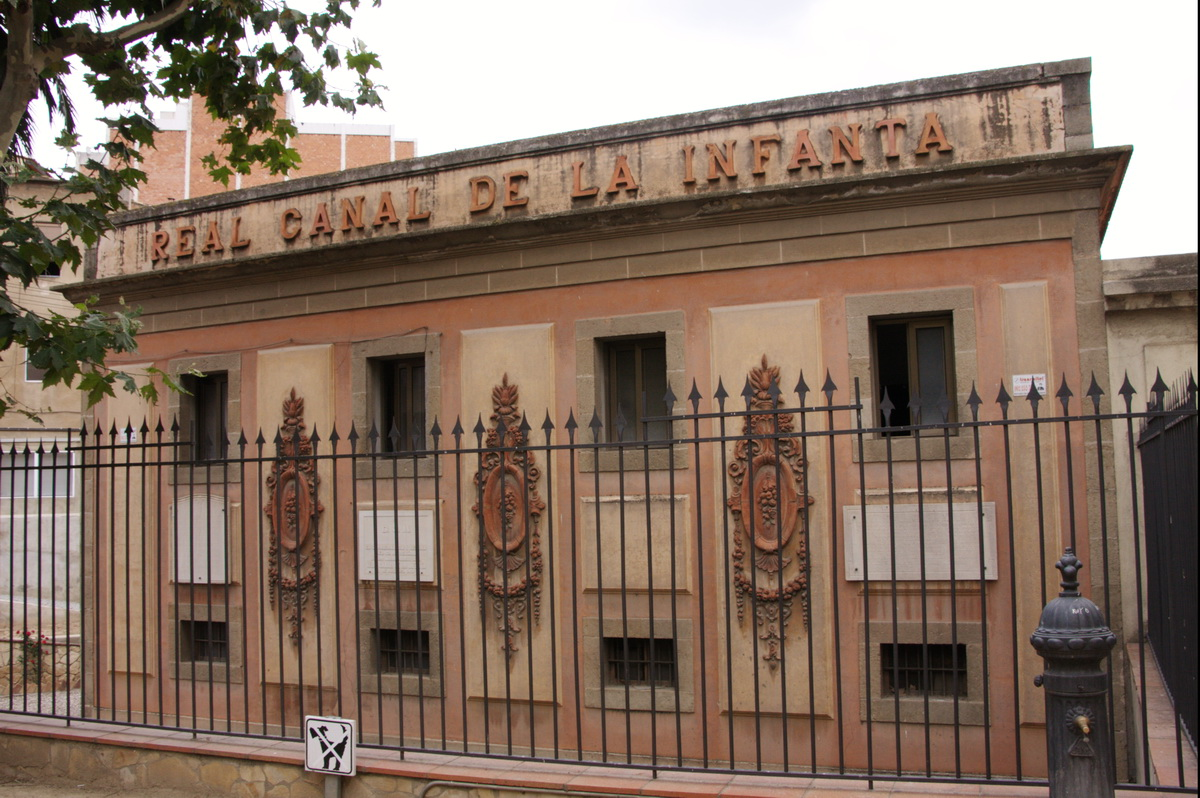
Casa de les comportes a Molins a Rei

### Declivi
Pel que respecta al canal, ni les seves característiques ni funcions principals havien variat gaire als anys 1950, quan encara s'hi permetia el bany. Però el ràpid empitjorament de la qualitat de les aigües del Llobregat i la manca de pressupost per a construir col·lectors d'aigües residuals, afectaren la planta potabilitzadora de Sant Joan Despí, que abastia l'Àrea Metropolitana de Barcelona. Les aigües de la riera de Rubí i del riu Anoia, principals afluents de matèries contaminants, foren desviats cap al canal de la Infanta i s'invalidaren els retorns d'aquest al riu, creant així un sistema estanc que retornava al riu aigües avall de la planta potabilitzadora, però al preu de convertir el canal en una macroclaveguera. Si bé en un principi es tractava d'una solució provisional, la necessitat de garantir l'abastiment la tornà permanent. La desídia per part de l'administració estatal en controlar els abocaments contaminants va fer que, a finals del franquisme i primers anys de la democràcia, les corporacions locals, ja fos per desviaments de cabal cap a col·lectors o mitjançant el cobriment d'aquest, s'encarreguessin de resoldre de forma matussera el problema, pressionades en la majoria de vegades pels moviments veïnals de les viles afectades.

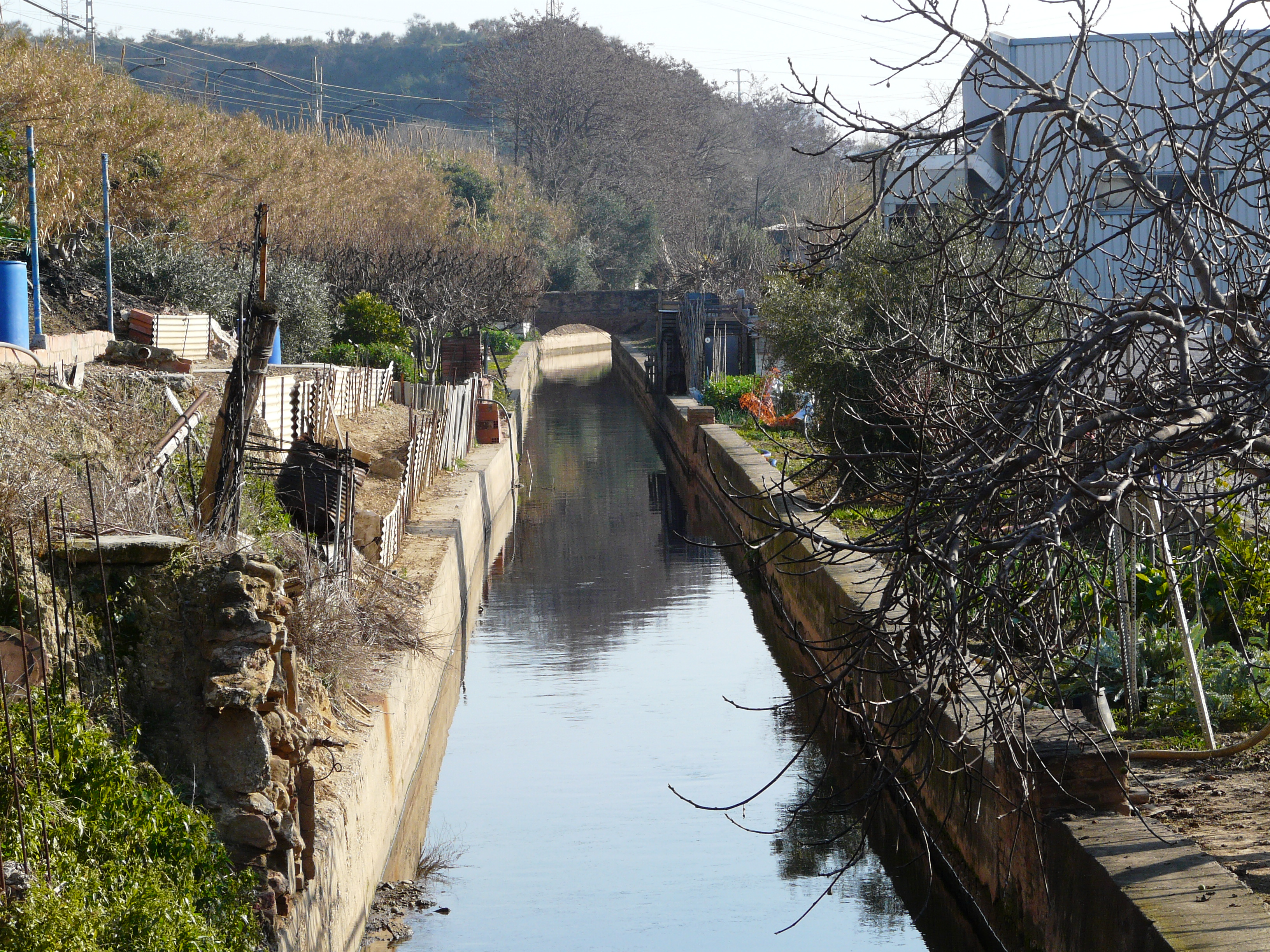
A Molins de Rei el canal circula entre el nucli urbà (dreta) i la serra de Collserola (esquerra)

### Actualitat
En l'actualitat, el tractament de les aigües residuals mitjançant depuradores n'ha aconseguit millorar la qualitat de les aigües. Malgrat això, l'especulació urbanística fa perillar les terres dels pocs regants que encara l'utilitzen, així com de les restes del canal que encara existeixen en l'entorn urbà, defensades per diverses plataformes i entitats ciutadanes, tal com «l'Avenç» a Cornellà o «Protegim el Canal de la Infanta!» a l'Hospitalet.
El 21 de març de 2012, i per iniciativa de la diputada hospitalenca Anna Simó d'ERC, pactada amb la també diputada hospitalenca Meritxell Borràs del grup parlamentari de CiU, el Parlament de Catalunya aprovà per unanimitat una moció que instava el govern a estudiar la viabilitat de declarar el Canal de la Infanta bé cultural d'interès nacional, reconeixent-ne així oficialment el paper vital per a la història de la comarca. Un cop estudiat el cas, la Direcció General del Patrimoni Cultural considerà que el canal en el seu conjunt no reunia prou requisits per ser declarat BCIN), però es proposà la declaració de bé cultural d'interès local d'alguns elements, com ara la casa de comportes de Molins de Rei i una possible museïtzació dels trams originals i dempeus.

## Descripció
A partir de la captació d'aigües a la casa de comportes del canal Ferrer i Mora, també conegut com el Rec Vell, circula pels termes municipals de Molins de Rei, Santa Creu d'Olorda, Sant Feliu de Llobregat, Sant Joan Despí, Cornellà de Llobregat, Hospitalet de Llobregat i Sants (en aquell moment encara no integrada a Barcelona), irrigant entre 2.600 i 3.200 hectàrees, amb un cabal en capçalera original d'uns 4.200 litres per segon (actualment entre 600 i 900 l/s). Transcorre per 17.420 m, amb un desnivell total de 13,65 m i un total de 25.050 m més de séquies secundàries. Té una amplada que varia entre 4 i 2,5 m i un calat mitjà d'uns 1,5 m.